# Joe Zaloom
Joseph M. Zaloom (* 30. Juli 1942 in Utica, New York) ist ein US-amerikanischer Schauspieler.

## Leben
Joe Zaloom studierte von 1960 bis 1964 Politikwissenschaften am Le Moyne College. Schauspiel studierte er an der Katholischen Universität von Amerika. Sein Filmdebüt gab er 1976 mit einer kleinen Nebenrolle als Araber in dem Film Öl – Kampf um die Energiereserven der Welt. Seitdem kamen 18 weitere Rollen hinzu, wobei Nebenrollen in Filmen wie König der Zigeuner und Stirb langsam: Jetzt erst recht sowie kleinere Rollen in Fernsehserien wie Law & Order und Chaos City dabei waren.
Zaloom war bis zu dessen Tod im Jahr 2016 mit Patrick Devine verheiratet.

## Filmografie
- 1976: Kojak – Einsatz in Manhattan (Kojak, Fernsehserie, eine Folge)
- 1976: Öl – Kampf um die Energiereserven der Welt (The Next Man)
- 1978: König der Zigeuner (King of the Gypsies)
- 1986: Apology – Tödliches Geständnis (Apology)
- 1990: Kein Baby an Bord (Funny About Love)
- 1990: Mord mit System (A Shock to the System)
- 1995: Stirb langsam: Jetzt erst recht (Die Hard with a Vengeance)
- 1997: Bombenattentat auf das World Trade Center (Path to Paradise: The Untold Story of the World Trade Center Bombing)
- 1997–1999: Law & Order (Fernsehserie, zwei Folgen)
- 1998: Rounders
- 1999: Chaos City (Spin City)
- 2000: Mary und Rhoda (Mary and Rhoda)
- 2002: Third Watch – Einsatz am Limit (Third Watch)
- 2003: Happy End (Nowhere to Go But Up)
- 2004: Kinsey – Die Wahrheit über Sex (Kinsey)